# Estação Revolución
A Estação Revolución é uma das estações do Metrô da Cidade do México, situada na Cidade do México, entre a Estação San Cosme e a Estação Hidalgo. Administrada pelo Sistema de Transporte Colectivo, faz parte da Linha 2.
Foi inaugurada em 14 de setembro de 1970. Localiza-se no cruzamento da Avenida Puerte de Alvarado com a Avenida Ponciano Arriaga. Atende o bairro Tabacalera, situado na demarcação territorial de Cuauhtémoc. A estação registrou um movimento de 10.450.175 passageiros em 2016.
A estação recebeu esse nome por estar situada próxima ao Monumento a la Revolución, construído em homenagem à Revolução Mexicana. O monumento foi projetado pelo arquiteto Carlos Obregón Santacilia e inaugurado em 1938, tendo aproveitado a estrutura central de um palácio inacabado. Posteriormente, os restos mortais de personalidades da Revolução Mexicana, como Venustiano Carranza, Francisco I. Madero e Lázaro Cárdenas, foram transferidos para o local.

## Pontos de interesse
Os seguintes pontos de interesse situam-se nas redondezas da Estação Revolución:
- Museu Universitário do Choupo
- Museu Nacional da Revolução
- Museu Nacional de São Carlos
- Banamex San Cosme
- Campus San Rafael da Universidade do Vale do México
- Academia de Artes